# Ranziano
Ranziano (in sloveno Renče) è un piccolo centro urbano della Slovenia, insediamento (naselje) del comune di Ranziano-Voghersca.
La località si trova sulla riva sinistra della parte occidentale del fiume Vipacco, a 50.7 metri s.l.m. ed a 5.3 chilometri dal confine italiano.

Dell'insediamento fanno parte anche i villaggi di Arčoni, Renški Podkraj, Lukežiči, Mohorini, Martinuči, Merljaki, Zigoni (Žigoni) e gli agglomerati di Jerabišče, Ozrenj, Škulišče, Špinjolišče, Špacapani e Venišče.
È capoluogo di una delle tre comunità locali in cui si suddivide il comune, che include anche l'insediamento di Oševljek.

## Corsi d'acqua
Fiume Vipacco (Vipava) ed il torrente Renč.

## Alture principali
Figovec, mt 122

## Storia
Durante il dominio asburgico Ranziano (Renče) fu comune autonomo, inglobando a metà Ottocento anche il vicino comune catastale di Gradiscutta (Gradišče).
Durante la prima guerra mondiale il paese si trovò nei pressi del fronte, soprattutto durante la Nona battaglia dell'Isonzo che ebbe come teatro il vicino Dosso Faiti e le alture circostanti di quella parte del Carso. Le alture del Figovec e del vicino Monte Lupo (Volkovnjak), conquistate entrambe il 3 novembre 1916 rispettivamente dalla 49ª Divisione e dalla Brigata Pinerolo, segnarono in tale battaglia la massima espansione verso est delle truppe italiane lungo il Vipacco.
Dal 1920 al 1947 fece parte del Regno d'Italia, inquadrato sempre come comune autonomo dapprima nella provincia del Friuli e dal 1927 nella Provincia di Gorizia. A tale data, come in epoca asburgica, il comune comprendeva i centri di Arconi, Cunci (Kunci), Zigoni, Luchessici, Martinuzzi e Spagnoli (Spanjolišče, oggi Špinjolišče), oltre alla frazione di Gradiscutta (Gradišče), che a sua volta includeva il centro di Osseglie (Oševljek). L'anno successivo il comune si ingrandì aggregando il soppresso comune di Biglia (Bilje).
Nel 1947 passò come il resto della regione alla Jugoslavia. Dal 1991 fa parte della Slovenia.
La chiesa del paese è dedicata a S. Ermacora e Fortunato (Sv. Mohor in Fortunat).